# Alberto Aquilani
Alberto Aquilani (nascut a Roma, el 7 de juliol del 1984), és un exfutbolista professional italià que jugava de mig centre. Aquilani també jugava per la selecció d'Itàlia des del 2006, i hi va participar en l'Eurocopa 2008.
Després de rescindir el seu contracte amb la Unión Deportiva Las Palmas, va estar-se un any sense equip, fins que finalment es va retirar el 2019. Actualment fa d'entrenador de futbol.

## Trajectòria
Va començar la seva carrera esportiva al setembre de 2001 amb la Roma tot i que en aquell campionat (2001-02) no va jugar cap partit i poques vegada era convocat, però al filial era una gran figura. A la temporada 2002-03 va disputar un partit amb el club romanista i va ser cedit al Triestina Calcio a la temporada 2003-04, arribant a juagr 41 partits (tots els del campionat) i marcant 4 gols. A causa del seu rendiment va tornar a la Roma.
A la temporada 2004-05 va jugar 29 partits sense marcar gols, a la temporada 2005-06 va jugar 24 partits i va marcar 3 gols i en la temporada 2006-07 va jugar 31 partits i va marcar 7 gols, 2 d'ells en competicions europees contra Xakhtar Donetsk i Manchester United FC. El 5 d'agost de 2009 va fitxar pel Liverpool, a canvi de 18 milions d'euros més altres 2 per objectius.
El 21 d'agost de 2010 va ser cedit pel conjunt anglès a la Juventus amb una opció de compra de 16 milions d'euros, però a la fi de la temporada Aquilani va tornar a l'Liverpool per a ser cedit novament a l'A. C. Milan, amb el qual va marcar 1 gol en 31 partits. El 3 d'agost de 2012 es va fer oficial el seu traspàs a l'ACF Fiorentina.
L'agost de 2017 va fitxar per la UD Las Palmas de la Primera Divisió d'Espanya. El juliol de 2018 va rescindir l'any que li quedava, quedant lliure. La temporada 2018-19 no va signar amb cap club, encara que va seguir entrenant, finalment al juny de 2019 va emetre un comunicat on anunciava la seva retirada definitiva del futbol actiu.